# Zielona Góra Przylep
Zielona Góra Przylep – przystanek osobowy w Zielonej Górze, w dzielnicy Nowe Miasto, na osiedlu Przylep, w województwie lubuskim. Stacja z dwoma jednokrawędziowymi peronami zlokalizowana jest na linii nr 273 łączącej Wrocław ze Szczecinem.
W grudniu 2018 stacja zmieniła nazwę z Przylep na Zielona Góra Przylep.

## Wymiana pasażerska
| Rok  | Wymiana pasażerska na dobę |
| ---- | -------------------------- |
| 2017 | 20-49                      |
| 2022 | 20-49                      |